# 林由美香
林由美香（日语：／ Hayashi Yumika，1970年6月27日—2005年6月26日），日本AV女優、粉紅色電影演員。她在16年的職業生涯內共出演了近200部AV，逾180部粉紅色電影。林同是著名的粉紅色電影演員：她除了成為1997年一部紀錄片的主角之外，還在2004年贏得了粉紅色大獎的「女演員獎」。2005年6月26日，林因在睡夢中嘔吐窒息而死，結束其長達16年的AV女優生涯。她的死訊隨即登上當地報章的頭版。
林死後獲頒發2006年度的粉紅色大獎特別獎。柳下毅一郎亦在同年推出傳記《女優 林由美香》。

## 生平
1970年6月27日，林由美香在東京出生，本名為小栗由美香。林的父母在她就讀小學五年級時離婚。林在升上高中後決定獨立生活。她的母親則經營着一間有名的連鎖拉麵店。
1989年，小栗由美香出道成為美少女系AV女優，出道作為於6月開售的《络绎不绝身體檢查》（ドクドクどっきん身体検査）。同月以林由美香的名義出演AV《依依不舍18歲 真失禮的大小姐》（しがみつく18歳　お嬢様はしたない，H.m.p）。1990年10月，她憑着《双重强奸 變態調教》（ダブルレイプ　変態調教，Xces製作）一作出道成为粉紅色電影演員。她在之後整个1990年代間一直维持着較高的人气。她在早期曾跟AV導演company松尾一起合作拍過幾部影片，兩人及後相戀。
邪典電影導演佐藤壽保在籌備電影《生本番 喝光吧！》（ナマ本番　飲み干す！，1993年）時，选择由林由美香飾演主角，兩者在之後幾部電影中亦维持着合作关系。1993年，佐藤跟林在《痴漢電車 下流行為》當中再度合作。這部作品跟以往的同系列作品不同——前幾套作品大多以輕鬆滑稽為基調，不過這部卻採用了嚴肅風格。林在佐藤的《女虐》中飾演不斷吃掉自己的「貪吃女性」。1995年，林在TBS系的電視節目《伊豆海邊殺人路線》（伊豆海岸殺人ルート）中登場。
到了1996年，林由美香選擇和company松尾分手，改跟AV導演平野勝之（已婚）交往。1996年7月，他們倆以騎單車的形式從東京一路走到禮文島。平野把這段出軌旅程製成AV《東京～禮文島的41日 自行車旅遊紀實 令人激動的出軌旅行》（東京～礼文島41日間　自転車ツーリングドキュメント　わくわく不倫旅行），此作及後被重製成紀錄片《由美香》。她亦在1998年11月28日首播的NHK電視劇《藍色煙火》（青い花火）中登場。林還出演了NHK的電視劇《梦约星期天》（1999年）。此作其後以《Sunday's Dream》的名義於第53屆坎城電影節上亮相，並在芝加哥影展上獲得國際影評人協會大獎。midnighteye.com對這部電影評論道：「最令人驚訝的是，前色情女星林由美香的表演好得就像开心果幸子般」。
2002年3月，林由美香獲邀到澀谷的Cine Quints戲院，在那擔任粉紅色電影女性專用夜場的嘉賓。类似的活动吸引了大量的年轻女性观众。林在接受《週刊文春》訪問時表示：「说实话，我从来没有想過我的電影是男性向還是女性向。我们总是假定只有男性才會對此興奮……尽管如此，这仍是讓女性们了解色情电影业的一个好机会。我认为今晚最令人愉快的部分将是电影放映后的提问環節。我很好奇她們會問我些什麼」。
林由美香因在《恩賜》（熟女・発情　タマしゃぶり）中的表現，而獲得第17屆粉紅色大獎「最佳女演員獎」。林所出演的AV和粉紅色電影數目眾多——這點使之獲得日本情色電影「鐵娘子」的美譽。第18屆粉紅色大獎在她死後亦因其多年來的貢獻，而為之頒發「特別獎」。

## 逝世
2005年6月29日，平野勝之因為在幾天內一直沒收到林由美香的消息，便連同另一位AV導演及林的母親一起上門看看情況。結果他們發現了林的屍體。林的一位朋友向記者憶述當時情況：「林一直躺在床上，而那三個人則因此判斷她睡得正香。當他們發現她沒有呼吸時，他们迅速叫了救护车，但一切為時已晚。林的母親不斷尖叫哭泣，整個人都崩潰了。」
她的死訊引來各種猜測。一說認為她是自殺的，另一說則認為這是一單謀殺案。有的甚至認為林的死跟其感情生活有關。她的一位同事稱，她在死去的三個月前正好跟一名年輕男子分了手：「他们一起生活了一段时间。当这段关系走到尽头时，她似乎很震惊。」
一位鄰居對記者憶述：「大约三个月前，她和一个男人大打出手，迫使警察上門。一堆男人的照片和内裤从她八楼公寓的窗户里飞了出来，落在途人身上。」
林的友人兼導演吉行由實否定了林自殺的可能性，並表示：「她是个非常聪明的孩子。她告诉我，她『刚找到一个新的男朋友，真的很开心』。我不相信她会自杀」。
后来警方确定，林的死並不是故意人為的。林在其生日派對上喝了一晚上的酒。使得她在睡夢中因被嘔吐物阻塞呼吸道而窒息，最終死亡。

### 來源
- . Shin-Toho official site.   [2009-03-15]. （原始内容存档于2008-06-21）.
- . Shin-Toho official site.   [2009-03-15]. （原始内容存档于2008-06-21） （日语）.
- Sharp, Jasper. . Guildford: FAB Press. 2008. ISBN 978-1-903254-54-7.
- . AV Idol Directory.   [2010-10-13]. （原始内容存档于2018-06-14）.

### 延伸閲讀
- . P.G. Web Site.   [2009-03-15]. （原始内容存档于2009-02-26） （日语）.
- 柳下毅一郎. 直井卓俊; 林田義行 , 编.  . 洋泉社. 2006. ISBN 4-86248-072-1.
- . P.G. Web Site.   [2009-03-15]. （原始内容存档于2009-10-09） （日语）.

## 外部連結
- 林由美香在互联网电影资料库（IMDb）上的資料（英文）

| 奖项与成就                               | 奖项与成就                      | 奖项与成就                   |
| 粉紅色大獎                               | 粉紅色大獎                      | 粉紅色大獎                   |
| ---------------------------------------- | ------------------------------- | ---------------------------- |
| 前任： 佐佐木基子 《出軌妻子的淫亂下午》 | 女演員獎 林由美香 2004 《恩賜》 | 繼任： 向夏 《援助交際物語》 |
| 前任： 麻田真夕                          | 特別獎 林由美香 2005            | 繼任： 吉澤明步              |